# Baddeckenstedt
Baddeckenstedt település Németországban, azon belül Alsó-Szászország tartományban. Lakosainak száma 3153 fő (2023. december 31.).

## Népesség
A település népességének változása:
| Lakosok száma | 3069 | 3060 | 3055 | 3069 | 3138 | 3140 | 3153 |
|               | 2015 | 2016 | 2017 | 2019 | 2021 | 2022 | 2023 |